# Muscle épaxial
Les muscles épaxiaux sont les muscles du dos situés en arrière du plan transversal des vertèbres. 
Ils comprennent les quatre muscles sous-occipitaux, les neuf muscles érecteurs du rachis, les deux muscles spino-transversaires, les muscles transversaires épineux, les muscles interépineux et les muscles intertransversaires non hypaxiaux du dos. 

## Muscles sous-occipitaux
Les muscles sous-occipitaux sont les quatre muscles suivants :
- le muscle grand droit postérieur de la tête,
- le muscle petit droit postérieur de la tête,
- le muscle oblique supérieur de la tête,
- le muscle oblique inférieur de la tête.

Ils forment le triangle sous-occipital.

## Muscles érecteurs du rachis
Les muscles érecteurs du rachis sont les trois groupes de muscles suivants : 
- les muscles ilio-costaux,
- les muscles longissimus,
- les muscles épineux.

## Muscles spino-transversaires
Ce sont les deux muscles splénius.

## Muscles transversaires épineux
Les muscles transversaires épineux sont les trois groupes de muscles suivants :
- les muscles multifides,
- les muscles semi-épineux,
- les muscles rotateurs.

## Muscles interépineux
Les muscles interépineux regroupent 
- les muscles interépineux cervicaux,
- les muscles interépineux thoraciques,
- les muscles interépineux lombaires.

## Muscles intertransversaires
Les muscles intertransvesaires épaxiaux sont :
- les muscles intertransversaires postérieurs du cou,
- les muscles intertransversaires thoraciques,

- les muscles intertransversaires lombaires médiaux.